# 仰光司雷香格里拉大酒店
仰光司雷香格里拉大酒店，是缅甸仰光市中心的一家酒店。它是1996年至1999年期间的缅甸最高建筑。这家拥有466间客房的酒店曾名为盛贸饭店（Traders Hotel），2014年被其所有者香格里拉酒店集团改为现名。